# Campeonato Mundial de Atletismo Júnior de 2010 - 5000 m masculino
A prova dos 5000 metros rasos masculino do Campeonato Mundial de Atletismo Júnior de 2010 ocorreu no dia 24 de julho em Moncton, no Canadá. 

## Recordes
Antes desta competição, os recordes mundiais e do campeonato nesta prova eram os seguintes:
|     | Nome            | Nacionalidade | Tempo    | Local     | Data                |
| --- | --------------- | ------------- | -------- | --------- | ------------------- |
| WJR | Eliud Kipchoge  | Quênia        | 12:52.61 | Oslo      | 27 de junho de 2003 |
| CR  | Abreham Cherkos | Etiópia       | 13:08.57 | Bydgoszcz | 13 de julho de 2008 |

## Medalhistas
| Ouro                       | Prata               | Bronze             |
| David Kiprotich Bett (KEN) | John Kipkoech (KEN) | Aziz Lahbabi (MAR) |

## Cronograma
Todos os horários são locais (UTC-4).
| Data        | Hora  | Evento |
| ----------- | ----- | ------ |
| 24 de julho | 15:10 | Final  |

## Resultado

### Final
A prova final foi realizada no dia 24 de julho ás 15:10. 
| Posição           | Atleta                | Nacionalidade            | Tempo    | Notas |
| ----------------- | --------------------- | ------------------------ | -------- | ----- |
| Medalha de ouro   | David Kiprotich Bett  | Quênia                   | 13:23.76 |       |
| Medalha de prata  | John Kipkoech         | Quênia                   | 13:26.03 |       |
| Medalha de bronze | Aziz Lahbabi          | Marrocos                 | 13:28.92 |       |
| 4                 | Moses Kibet           | Uganda                   | 13:36.59 |       |
| 5                 | Belete Assefa         | Etiópia                  | 13:42.10 |       |
| 6                 | Atsedu Tsegay         | Etiópia                  | 13:54.24 |       |
| 7                 | Kazuto Nishiike       | Japão                    | 13:54.33 |       |
| 8                 | Akinobu Murasawa      | Japão                    | 13:59.66 |       |
| 9                 | Vianney Ndiho         | Burundi                  | 14:04.99 |       |
| 10                | Jesper van der Wielen | Países Baixos            | 14:09.11 |       |
| 11                | Trevor Dunbar         | Estados Unidos           | 14:16.08 |       |
| 12                | Aitor Fernández       | Espanha                  | 14:31.70 |       |
| 13                | John Travers          | Irlanda                  | 14:55.12 |       |
| 14                | Ross Proudfoot        | Canadá                   | 15:03.13 |       |
| 15                | Joseph Chebet         | Uganda                   | 15:07.36 |       |
| 16                | Kevin Batt            | Austrália                | 15:50.44 |       |
| 17                | Delohnni Nicol-Samuel | São Vicente e Granadinas | DNF      |       |
| 18                | Hicham Sigueni        | Marrocos                 | DNF      |       |
| 19                | Ibrahima Sow          | Guiné                    | DNF      |       |

Legenda
| Recorde mundial       | Recorde mundial (World record)               |                       | Recorde africano                      | Recorde africano (African) |                                           | Q | Classificado por posição (Qualified) |
| Recorde do campeonato | Recorde do campeonato (Championship record)  | Recorde da América    | Recorde da América (Americas)         | q                          | Classificado por melhor tempo (Qualified) |   |                                      |
| Melhor marca do ano   | Melhor marca do ano (World leading)          | Recorde asiático      | Recorde asiático (Asian)              | DNS                        | Não largou (Did not start)                |   |                                      |
| Recorde nacional      | Recorde nacional (National record)           | Recorde europeu       | Recorde europeu (European)            | DNF                        | Não terminou (Did not finish)             |   |                                      |
| Recorde pessoal       | Recorde pessoal do atleta (Personal best)    | Recorde da Oceania    | Recorde da Oceania (Oceania)          | DSQ / DQ                   | Desclassificado (Disqualified)            |   |                                      |
| Recorde da temporada  | Recorde da temporada do atleta (Season best) | Recorde sul-americano | Recorde sul-americano (South America) | NM                         | Sem marca (No mark)                       |   |                                      |